# Super Video CD

Logo del Super Video CD

Il Super Video Compact Disc, comunemente abbreviato in Super Video CD, in sigla SVCD, è uno standard di videoregistrazione su compact disc dedicato all'home video. Sviluppato dopo il Video CD, per le sue prestazioni offerte si può considerare una sua evoluzione. 
Lo standard (IEC 62107) è nato nel 1998 ed è frutto di un progetto tra il governo cinese e il VCD Consortium (formato da Sony, Philips, Matsushita, Panasonic e JVC). Il logo, che contraddistingue i lettori e i supporti ottici rispettosi dello standard, è rilasciato su licenza della Philips.

## Storia
Il formato è nato da un concorso istituito nel 1997 dal governo cinese per fronteggiare l'allora probabile avanzata del DVD nel mercato dell'Home video. Esistevano altri fattori che spinsero la Cina a questa decisione, per esempio il Video CD dalla data della sua introduzione (1995) aveva riscosso un enorme successo. Era naturale pensare che il mercato sarebbe stato molto favorevole al DVD, indubbiamente di qualità superiore, ma le specifiche del nuovo supporto ottico apparivano troppo controllate dal DVD Consortium, che richiedeva diritti ben più pesanti di quelli richiesti per il Video CD dal Video CD Consortium. La creazione di un Video CD di seconda generazione per mano del governo cinese avrebbe significato l'assenza di diritti da versare a consorzi esterni, inoltre avrebbe dimostrato le capacità della Cina nel mercato tecnologico. Il nuovo formato sarebbe stato utilizzato come prova di forza contro il mondo occidentale, permettendo tra l'altro di contrattare una riduzione delle royalties sui DVD.
Al concorso si presentarono tre concorrenti:
- lo stesso governo cinese, per mano del Ministero dell'Informazione Tecnologica e in collaborazione con la ESS Technology, il quale presentò il Super Video CD;
- il Video CD Consortium (Philips, Sony, Matsushita e JVC), che presentò il formato High Quality - Video Compact Disc (HQ-VCD);
- la C-Cube Microsystems che presentò il China Video Disc (CVD).

Quest'ultima, favorita dal fatto di avere la collaborazione delle grosse industrie manifatturiere cinesi di Video CD, riuscì a progettare e commercializzare il CVD nel giugno del 1998. Il governo cinese, intenzionato a preferire nel concorso la propria creatura, si accordò con il VCD Consortium per nuovo formato Super Video CD che coniugasse sia il Super Video CD cinese sia l'HQ-VCD. Lo standard uscì nell'ottobre del 1998, sebbene le prime produzioni furono avviate nel 1999.
Tuttavia, il China Video Disc era già uscito sul mercato cinese e di altri paesi dell'Estremo Oriente, riscuotendo un buon successo. Il governo cinese dovette prendere atto della situazione determinando uno standard per i riproduttori di Super Video CD: il Chaoji Video CD o Chao-Ji. Un riproduttore rispettoso di questo standard deve essere in grado di leggere Video CD 1.1, 2.0, 3.0 (un'estensione del VCD ideata dalla Cina), Super Video CD, China Video Disc e CD musicali.
Il successo del riproduttore Chao-Ji e del nuovo formato fu buono, sebbene ristretto alla Cina e ai paesi limitrofi. Nel 1999 i volumi di vendita di questi riproduttori avevano superato quelli dei vecchi riproduttori Video CD e il trend di crescita si è mantenuto costante fino al 2002, quando il DVD fece il suo ingresso nel mercato cinese.
Nel complesso, il Super Video CD ha rallentato l'ingresso nel mercato cinese del formato internazionale concorrente, ma non ha consentito lo sviluppo dell'industria elettronica che la Repubblica Popolare sperava di ottenere dal rilascio dello standard. Infatti, sebbene fossero uno dei prodotti d'esportazione di punta del mercato elettronico, i lettori Super Video CD erano in gran parte dipendenti da tecnologie provenienti dall'estero.
Già dal 1999, il governo cinese iniziò ad elaborare un progetto che sostituisse il Super Video CD quando questo fosse entrato nella sua fase di maturità: l'Enhanced Versatile Disc.

## Specifiche tecniche
I Super Video CD possono essere utilizzati su lettori appositamente dedicati e su PC, se si possiede un programma apposito. La compatibilità con i lettori DVD, anche recenti, non è garantita, sebbene sia possibile che alcuni li riconoscano come XVCD con compressione MPEG-2. Alcune specifiche possedute dal Video CD 2.0, come il Playback Control, la presenza dei segmenti MPEG e la formattazione della tracce in Modo 2, fanno parte dello standard Super Video CD. Altre caratteristiche, invece, non sono state inserite: per esempio le tracce audio in formato CD musicale e le applicazioni CD-i Bridge.
Il Super Video CD è stato studiato in modo da poter sfruttare la lettura dei Compact disc a velocità doppia (2x). Per questo motivo il bitrate, ovvero la quantità massima di bit che è riservata per ogni secondo di immagine, non può superare i 2778 kbit/s.
I filmati devono essere in formato MPEG-PS con compressione video MPEG-2 e compressione audio MPEG-1 Layer II (MP2) mono o stereo oppure MPEG-2 layer II a 5.1 canali. Il campionamento e la risoluzione dell'audio è la stessa del CD (44.100 Hz e 16 bit). Entrambe le compressioni possono essere a bitrate variabile: un sistema che consente di ottimizzare lo spazio riservato all'audio e al video aumentando la compressione (e riducendo il bitrate) durante le scene meno movimentate e abbassandola durante quelle d'azione, le quali hanno bisogno di un numero maggiore di bit per poter mantenere una certa fedeltà di immagine.
Naturalmente la parte video e la parte audio hanno dei limiti ben determinati. Il bitrate video non può superare i 2.600.000 bit al secondo, ma tale valore può scendere e non c'è un limite minimo se non quello dovuto alla qualità della compressione MPEG-2 (solitamente fino a 1150 kbit/s). Il bitrate audio può assumere diversi valori di partenza. Se la traccia è stereo, tale valore può andare da 64 a 384 kbit/s, mentre se la traccia è mono il valore di compressione accettato è più basso e può andare da 32 a 192 kbit al secondo.
Le risoluzioni sono 480x480 per il sistema NTSC e 480x576 per quello PAL: il SVCD sfrutta la caratteristica della compressione MPEG-2 denominata Display Aspect Ratio (DAR), che consente di adeguare la risoluzione al rapporto delle immagini utilizzato dal televisore (4/3 o 16/9).
Uno degli innegabili vantaggi del Super Video CD rispetto al VCD è il supporto multilingua. È consentito l'inserimento di due tracce audio (stereo o mono) all'interno del filmato in MPEG-PS e fino a quattro tracce di sottotitoli. In questo ambito vi sono due formati di sottotitoli: il formato SVCD e il formato CVD. Il primo è il formato ufficiale, riconosciuto dalle specifiche del Super Video CD, il cui nome corretto è Philips SVCD Designer. Sono piuttosto diffusi anche Super Video CD che applicano il formato sottotitoli I-Author, originariamente studiato per il China Video Disc (CVD) e quindi denominato impropriamente con il termine di formato sottotitoli CVD.
Un compact disc standard (da 74 minuti) può contenere almeno 37 minuti di filmati in condizioni estreme (bitrate video a 2600 kbit/s, una traccia audio a 128 kbit/s), ma riducendo il bitrate video si può aumentarne la durata fino a raggiungere i 74 minuti del VCD, a prezzo di una qualità inferiore.

## Comparazione con altri formati

### Video CD
La comparazione tra Super Video CD e Video CD è nettamente a favore del primo, dato che la qualità dell'immagine è migliore e gli artefatti di compressione sono più rari. Tuttavia il limite di memorizzazione del CD si fa sentire: per avere filmati di qualità in SVCD è necessario avere una durata minore per disco e di conseguenza un numero maggiore di supporti ottici da utilizzare.

### Laserdisc
La qualità video del Super Video CD può essere paragonata a quella del Laserdisc, sebbene la risoluzione di quest'ultimo fosse superiore (576x480). Quest'ultimo, però, era analogico, mentre il SVCD è digitale, utilizza una compressione video la cui qualità non sfigura con quella del laserdisc, ha una resistenza maggiore al tempo e può essere letto tramite sistemi televisivi PAL.

### VHS
Le videocassette presentano gli stessi vantaggi che godono in comparazione al Video CD: possono essere registrate tramite i videoregistratori, mentre i SVCD devono essere creati attraverso procedimenti complessi di cattura ed elaborazione del filmato. I Super Video CD, invece, hanno il vantaggio di poter mantenere la qualità del filmato per un tempo considerevolmente più lungo.

### DVD
In questo caso, il DVD è nettamente superiore al Super Video CD, in fatto di qualità dell'immagine, di durata e di supporto per il multilingua. Gli unici vantaggi del SVCD sono la sua economicità, sia dal punto di vista della stampa sia dal punto di vista della masterizzazione, e il fatto di non avere codici regionali e protezioni anticopia.